# Maxine van Breukelen
Maxine van Breukelen (Eindhoven, 29 januari 1998), beter bekend onder haar artiestennaam Maxine, is een Nederlandse singer-songwriter.

## Biografie
Van Breukelen werd geboren in Eindhoven, maar groeide op in Den Haag. In 2019 begon ze met het schrijven van liedjes. Maxine bracht in 2020 de single Help Myself uit. Twee jaar later bracht ze haar debuut ep Minor Felt Major uit. In mei 2022 bracht ze de single Only Us. Kort daarna werd ze door NPO 3FM uitgeroepen tot 3FM Talent. In hetzelfde jaar ging ze op tournee met KUZKO en stond ze in het voorprogramma van Blanks en Rondé. In 2023 bracht Maxine de single Kinda Wanna uit. Naast haar eigen nummers schrijft Maxine ook nummers voor andere artiesten, zoals Maan, Son Mieux, Roxeanne Hazes, Ronnie Flex en Pommelien Thijs. Via Thijs komt Maxine in contact met de dj Regi, waarmee ze de single Horen, zien en zingen uitbracht. Het nummer wist in België een grote hit te worden en haalde de Vlaamse top 30 van Ultratop. Ook mocht Maxine samen met Regi optreden op het festival Tomorrowland en in het Sportpaleis. Maxine werkte ook samen met singer-songwriter Nielson, waarmee ze de single Draaien uitbracht.

## Discografie

### Albums
| Jaar | Titel            |
| ---- | ---------------- |
| 2022 | Minor felt Major |

### Singles
| Jaar | Titel                    |
| ---- | ------------------------ |
| 2019 | DON.t                    |
| 2020 | Help Myself              |
| 2020 | I Like U, But I Love Me  |
| 2020 | '95                      |
| 2021 | Paint it Red             |
| 2021 | Heart Shaped Bruises     |
| 2021 | Learn to Love            |
| 2022 | Only Us                  |
| 2022 | Voor Altijd              |
| 2022 | Hurting Me               |
| 2022 | Veel Meer Pijn           |
| 2023 | Kinda Wanna (met miida)  |
| 2023 | Somebody New             |
| 2023 | Draaien                  |
| 2024 | Cosmo                    |
| 2024 | Onderwater               |
| 2025 | Als Ik Je Later Weer Zie |
| 2025 | Explosief                |
| 2025 | Hittegolf                |
| 2025 | Magnetisch               |

### Samenwerkingen
| Jaar | Titel                  | Met          |
| ---- | ---------------------- | ------------ |
| 2023 | Horen, zien en zwijgen | Regi Penxten |
| 2023 | Draaien                | Nielson      |